# 徐晞稷
徐晞稷（？—？），宋朝政治人物。
生卒年均不詳。徐晞稷曾于1209年接替滕珂任华亭县知县一职。1211年由楼镛接任。累官將作監。徐晞稷還曾经在楚州担任过副职，镇守海州，很受山東忠義軍李全首領的尊重。
嘉定十六年十二月，南宋朝廷以许国为淮东制置使兼知楚州。許国曾上书言“李全必反”，淮东制置司参谋徐晞稷将許国這份奏疏加以注释，寄給李全，自此李全对许国暗加防范。許國為人昏暴，對李全不加禮遇。忠義軍與宋軍如有糾紛，許國必定處分忠義軍，十分不公。寶慶元年（1226年）二月，李全派部將劉慶福回楚州，發動兵變，洗劫庫藏錢物。淮東制置使許國受傷出逃，在途中自縊死。史彌遠唯恐激怒李全，指派徐晞稷為淮東制置使，前往安撫。赵范为扬州知州兼提点刑狱，在溃散的士兵中得到制置使的大印，朝廷將其授予徐晞稷。
徐晞稷赴楚州任職，李全假意責怪劉慶福，然後殺數名叛亂分子，上疏待罪，接著又當庭參拜徐晞稷。徐晞稷見狀，連忙上前制止。徐晞稷在楚州一改许国对待忠义军的猜忌态度，对李全、杨妙真等人曲意奉承。李全從此更加驕縱。寶慶二年（1227年），李全在青州遭到蒙古軍包圍，史彌遠於該年九月，以武臣劉琸取代徐晞稷出任制置使。餘事不詳。